# The Man of the Hour
The Man of the Hour és una pel·lícula muda de la World Film Company dirigida per Maurice Tourneur i protagonitzada per Robert Warwick i Alec B. Francis entre d'altres. La pel·lícula, basada en l'obra de teatre homònima de George Broadhurst (1906), es va estrenar el 12 d'octubre de 1914.

## Argument
George Garrison se suïcida després d'arruïnar-se per especular en la borsa seguint els mals consells donats per Charles Wainwright. Abans de morir, però, demana al seu fill Henry que el vengi. Henry va a l'Oest i treballa en el negoci de les prospeccions. Després torna a Nova York assumint el nom de Henry Thompson. Allà es converteix en el protegit de Wainwright i s'enamora de la seva filla Dallas. Ella li diu que es casarà amb ell quan demostri que és un home que val la pena. Wainwright i el seu amic, el polític Richard Horrigan, veuen en el jove una cara nova que pot ajudar al seu partit a guanyar les eleccions i li proposen presentar-se per alcalde. Ell, veient la possibilitat d'impressionar Dallas accepta i acaba guanyant l'alcaldia. Evidentment, el recolzament polític de Horrigan no és gratuït ja que de fet ha pensat en ell com a home de palla. A canvi d'haver aconseguit fer-lo alcalde es suposa que ell ha de donar suport a la construcció d'un ferrocarril del financer. Henry s'hi nega per lo que Wainwright intenta desacreditar-lo acusant-lo de l'assassinat de Henry Joe Standing, un amic de Henry. Sortosament es descobreix que tot és un muntatge quan apareix la presumpta víctima. Finalment Henry s'enfronta a Wainwright acusant-lo de causar la mort del seu pare i d'intentar estafar la ciutat. Malgrat aquestes acusacions, Dallas li fa veure que li ha demostrat que és un home íntegre i es casen.

## Repartiment
- Robert Warwick (Henry Garrison)
- Alec B. Francis (George Garrison)
- Ned Burton (Richard Horrigan)
- Eric Mayne (Charles Wainwright)
- Belle Adair (Dallas Wainwright)
- Johnny Hines (Perry Carter Wainwright)
- Chester Barnett (Joe Standing)
- Thomas E. Jackson (Sheriff Smith)
- Bert Starkey (Graham el lladre)
- Charles Dungan (porter de l'alcalde)